# Piper Laurie
Rosetta Jacobs, més coneguda com a Piper Laurie   (Detroit, 22 de gener de 1932 - Los Angeles, 14 d'octubre de 2023), fou una actriu estatunidenca.
El seu pare era un immigrant polonès que es dedicava a la venda de mobles. La seva mare era nord-americana d'origen rus. Quan va tenir sis anys, la família es va traslladar a Los Angeles (Califòrnia). Laurie era una nena atractiva, amb una vistosa cabellera vermella, però era molt tímida. Per això, els seus pares la van enviar a classes de dicció. Amb el temps va anar també a classes d'interpretació en una escola local d'actuació.
Quan Laurie va complir 17 anys, els Estudis Universal es van fixar en ella i van firmar un contracte. Amb aquest motiu va adoptar  Piper Laurie com a nom artístic. El 1950 va anar seleccionada per a la seva primera pel·lícula, Louisa, on va coincidir amb Ronald Reagan, amb el que va establir una bona amistat. Poc després va actuar a la seva segona pel·lícula, aquesta vegada amb Tony Curtis, actor amb qui faria més endavant diverses pel·lícules més. Laurie va fer seguidament altres films per a la Universal. No obstant això, l'estudi l'encasellava al paper de jove atractiva, ingènua, i amb poc cap, i no li oferien papers en els quals pogués demostrar els seus dots d'interpretació. Encara que amb una paga setmanal de dos mil dòlars estava molt ben retribuïda, Laurie es va cansar finalment, i va comunicar al seu agent que abandonava el seu treball en la Universal, sense importar-ne les conseqüències.
Just als 20 anys es realitza el primer Miss univers 1952 i ella és qui corona a la guanyadora, la finlandesa Armi Kuusela. La van triar a ella per ser la icona de la bellesa aleshores.
Finalment Laurie va poder marxar sense més inconvenients i es va traslladar a Nova York per reiniciar els seus estudis d'interpretació. Alhora va actuar en programes de televisió en directe. El 1957 va rebre una oferta interessant per a una pel·lícula, cosa que la va portar de nou al cinema. La seva veritable oportunitat va sorgir el 1961, quan va interpretar l'amiga invàlida de Paul Newman a la cinta clàssica The Hustler. Va ser nominada a l'Oscar a la millor actriu secundària. En aquella època Laurie Es va casar i quan no rebia ofertes interessants es retirava a casa seva, a Woodstock, a prop de Nova York, on es dedicava a les tasques domèstiques i a la seva filla.
El 1965 va ser Laura a la producciòn novaiorquesa d’El zoo de vidre de Tennessee Williams compartint cartell amb Maureen Stapleton.
També va començar a recordar els seus temps en televisió i va anar acceptant al llarg de les següents dècades un nombre creixent de papers en pel·lícules i minisèries de televisió, fins a l'extrem que en la seva carrera haurà aparegut a tantes produccions per al cinema com per a la televisió.
El 1976 Laurie va acceptar un paper a la pel·lícula Carrie, protagonitzada per Sissy Spacek. Va encarnar la mare religiosa i excèntrica d'una jove tímida i amb problemes psíquics. Per la seva interpretació va obtenir la seva segona nominació a l'Oscar a la millor actriu secundària. La seva tercera nominació la va aconseguir el 1986 pel seu paper de mare de la jove sordmuda a Fills d'un déu menor. El mateix any va guanyar un Emmy per la seva interpretació al telefilm Promise, amb James Garner.
Laurie es va divorciar el 1981 i no va tornar a casar-se. Es va traslladar amb la seva filla al sud de Califòrnia.

## Filmografia
Les seves pel·lícules més destacades són:

### Cinema
| Any  | Títol                                                   | Paper                      | Notes |
| ---- | ------------------------------------------------------- | -------------------------- | --- |
| 1950 | Louisa                                                  | Cathy Norton               | |
| 1950 | The Milkman                                             | Chris Abbott               | |
| 1951 | Francis Goes to the Races                               | Frances Travers            | |
| 1951 | The Prince Who Was a Thief                              | Tina                       | |
| 1952 | Has Anybody Seen My Gal?                                | Millicent Blaisdell        | |
| 1952 | Son of Ali Baba                                         | Princesa Azura of Fez/Kiki | |
| 1952 | No Room for the Groom                                   | Lee Kingshead              | |
| 1953 | The Golden Blade                                        | Khairuzan                  | |
| 1953 | The Mississippi Gambler                                 | Angelique 'Leia' Dureau    | |
| 1954 | Johnny Dark                                             | Liz Fielding               | |
| 1954 | Dangerous Mission                                       | Louise Graham              | |
| 1954 | Dawn at Socorro                                         | Ballarina                  | |
| 1955 | No em porto malament (Ain't Misbehavin')                | Sarah Bernhardt Hatfield   | |
| 1957 | Until They Sail                                         | Delia Leslie Friskett      | |
| 1955 | Senyals de fum (Smoke Signal)                           | Laura Evans                | |
| 1961 | The Hustler                                             | Sarah Packard              | Nominada − Oscar a la millor actriu Nominada − BAFTA a la millor actriu                                                                              |
| 1976 | Carrie                                                  | Margaret White             | Nominada − Oscar a la millor actriu secundària Nominada − Globus d'Or a la millor actriu secundària                                                  |
| 1977 | Ruby                                                    | Ruby Claire                | |
| 1978 | Rainbow                                                 | Ethel Gumm, Mother         | |
| 1979 | Tim                                                     | Mary Horton                | |
| 1981 | The Bunker                                              | Magda Goebbels             | Nominada − Primetime Emmy a la millor actriu en sèrie o especial                                                                                     |
| 1983 | St. Elsewhere                                           | Fran Singleton             | |
| 1984 | Terror in the Aisles                                    |                            | |
| 1985 | Return to Oz                                            | Tia Em                     | |
| 1985 | Toughlove                                               | Darlene Marsh              | Telefilm |
| 1986 | Children of a Lesser God                                | Mrs. Norman                | Nominada − Oscar a la millor actriu secundària |
| 1986 | Promise                                                 | Annie Gilbert              | Nominada − Globus d'Or a la millor actriu secundària en sèrie, minisèrie o telefilm Nominada − Primetime Emmy a la millor actriu en sèrie o especial |
| 1988 | Cita amb la mort (Appointment with Death)               | Emily Boynton              | |
| 1988 | Tiger Warsaw                                            | Frances Warsaw             | |
| 1989 | Si els somnis es fessin realitat (Dream a Little Dream) | Gena Ettinger              | |
| 1991 | Other People's Money                                    | Bea Sullivan               | |
| 1992 | El pes de la corrupció (Storyville)                     | Constance Fowler           | |
| 1992 | Twin Peaks: Fire Walk with Me                           | Catherine Martell          | Escenes esborrades |
| 1993 | Wrestling Ernest Hemingway                              | Georgia                    | |
| 1993 | Trauma                                                  | Adriana Petrescu           | |
| 1995 | Creuant l'obscuritat (The Crossing Guard)               | Helen Booth                | |
| 1995 | The Grass Harp                                          | Dolly Talbo                | |
| 1995 | Fighting For My Daughter                                | Judge Edna Burton          | Telefilm |
| 1997 | A Christmas Memory                                      | Jennie                     | |
| 1997 | Dean Koontz's Intensity                                 | Miriam Braynard            | Telefilm |
| 1998 | The Faculty                                             | Mrs. Karen Olson           | |
| 2004 | Eulogy                                                  | Charlotte Collins          | |
| 2006 | The Dead Girl                                           | mare d'Arden               | |
| 2006 | Cold Case                                               | Rose Collins               | Episodi: "Best Friends" |
| 2007 | Hounddog                                                | Grammie                    | |
| 2008 | Saving Grace                                            | Marta                      | |
| 2009 | Another Harvest Moon                                    | June                       | |
| 2010 | Hesher                                                  | Madeleine Forney           | |

### Televisió
| Any       | Títol                                       | Paper                            | Notes |
| --------- | ------------------------------------------- | -------------------------------- | --- |
| 1960-1963 | The United States Steel Hour                | Edna Cartey                      | 2 episodis |
| 1963      | Naked City                                  | Mary Highmark                    | Episodi: "Howard Running Bear Is a Turtle" |
| 1980      | Skag                                        | Jo Skagska                       | 6 Episodis |
| 1983      | The Thorn Birds                             | Anne Mueller                     | 3 episodis Nominada − Globus d'Or a la millor actriu secundària en sèrie, minisèrie o telefilm Nominada − Primetime Emmy a la millor actriu secundària en minisèrie o telefilm |
| 1983      | St. Elsewhere                               | Fran Singleton                   | 3 episodis Nominada − Primetime Emmy a la millor actriu secundària en sèrie dramàtica                                                                                          |
| 1985      | Murder, She Wrote                           | Peggy Shannon                    | Episodi: "Murder at the Oasis" |
| 1985      | Hotel                                       | Jessica                          | Episodi: "Illusions" |
| 1985      | The Twilight Zone                           | Tia Neva                         | Episodi: "The Burning Man" |
| 1986      | Matlock                                     | Claire Leigh                     | Episodi: "The Judge" |
| 1989      | La Bella i la Bèstia (Beauty and the Beast) | Mrs. Davis                       | Episodi: "A Gentle Rain" |
| 1990-1991 | Twin Peaks                                  | Catherine Martell / Mr. Tojamura | 27 episodis Globus d'Or a la millor actriu secundària en sèrie, minisèrie o telefilm Nominada − Primetime Emmy a la millor actriu en sèrie dramàtica (1990-91)                 |
| 1994      | Traps                                       | Cora Trapchek                    | 5 episodis |
| 1994      | Frasier                                     | Marianne                         | Episodi: "Guess Who's Coming to Breakfast" |
| 1995-1996 | ER                                          | Sarah Ross                       | 2 episodis |
| 1996      | Diagnosis Murder                            | A.D.A. Susan Turner              | Episodi: "The ABC's of Murder" |
| 1997      | Touched by an Angel                         | Annie Doyle                      | Episodi: "Venice" |
| 1999      | Frasier                                     | Mrs. Mulhern                     | Episodi: "Dr. Nora" Nominada − Primetime Emmy a la millor actriu en sèrie còmica                                                                                               |
| 2000      | Will & Grace                                | Sharon                           | Episodi: "There But for the Grace of Grace" |
| 2001      | Law & Order: Special Victims Unit           | Dorothy Rudd                     | Episodi: "Care" |
| 2004      | Dead Like Me                                | Nina Rommey                      | Episodi: "Forget Me Not" |
| 2005      | Cold Case                                   | Rose 2005                        | Episodi: "Best Friends" |